# Paloma Coutinho
Paloma Coutinho é uma biotecnologista e empresária brasileira. Ela é fundadora do HUB Lumus, organização dedicada ao desenvolvimento de jovens talentos do interior do Brasil. Garantindo que jovens que tenham acesso à informação, orientação de carreira e oportunidades que impulsionem sua inclusão produtiva e autonomia financeira. É também cofundadora e COO da Newtoo, empresa binacional de tecnologia..
Em 2025, foi vencedora do Prêmio LED – Luz na Educação, promovido pela Rede Globo e pela Fundação Roberto Marinho, reconhecendo iniciativas que estão transformando a educação no Brasil. Paloma também é Diretora de academia da Associação Baiana de Startups, com o objetivo de integrar, visibilizar e fomentar a formação de startups dentro do estado da Bahia.

## Biografia
Nascida em uma zona rural do interior da Bahia, aos 17 anos desenvolvia soluções científicas e  tecnológicas para problemas da sua cidade, recebendo notoriedade ao ser selecionada para o evento Internacional Virtual Educa.
Ela iniciou e liderou projetos regionais que visavam gerar a transformação socioeconômica de povos quilombolas através da geração de renda, sendo reconhecida em âmbito regional, com os quais teve destaque competições de empreendedorismo, com premiações nacionais e internacionais. Auxiliou na construção do ecossistema de inovação de Vitória da Conquista, 3ª maior cidade da Bahia.
É formada em Biotecnologia na Universidade Federal da Bahia onde atuou como pesquisadora no desenvolvimento de novos fármacos, alimentos funcionais bio-circulares e Inovação agro tecnológica, onde foi multipremiada em impacto social como o Inspirando o Cuidado liderando projetos de dignidade menstrual e promoção de saúde da mulher.
Ao enfrentar dificuldades para construir a sua carreira sendo uma jovem de interior, resolveu ajudar outros jovens neste processo. Como fundadora do HUB Lumus,  já impactou diretamente mais de 15 mil jovens com orientação de carreira, oportunidades de desenvolvimento profissional e extracurriculares. No total, mais de 350 mil jovens foram alcançados por meio das redes sociais da plataforma, com acesso gratuito a informações sobre empregabilidade e desenvolvimento de habilidades. Sendo destaque no Especial LED da TV Globo, após vencer o Prêmio LED Luz na Educação.

## Prêmios e Reconhecimentos
- Prêmio LED 2025 – Luz na Educação.[2][18]
- Prêmio Inspirando o Cuidado[16]
- Prêmio Escrevendo o Futuro[19]
- Prêmio de ODS 3